# Tollatsch

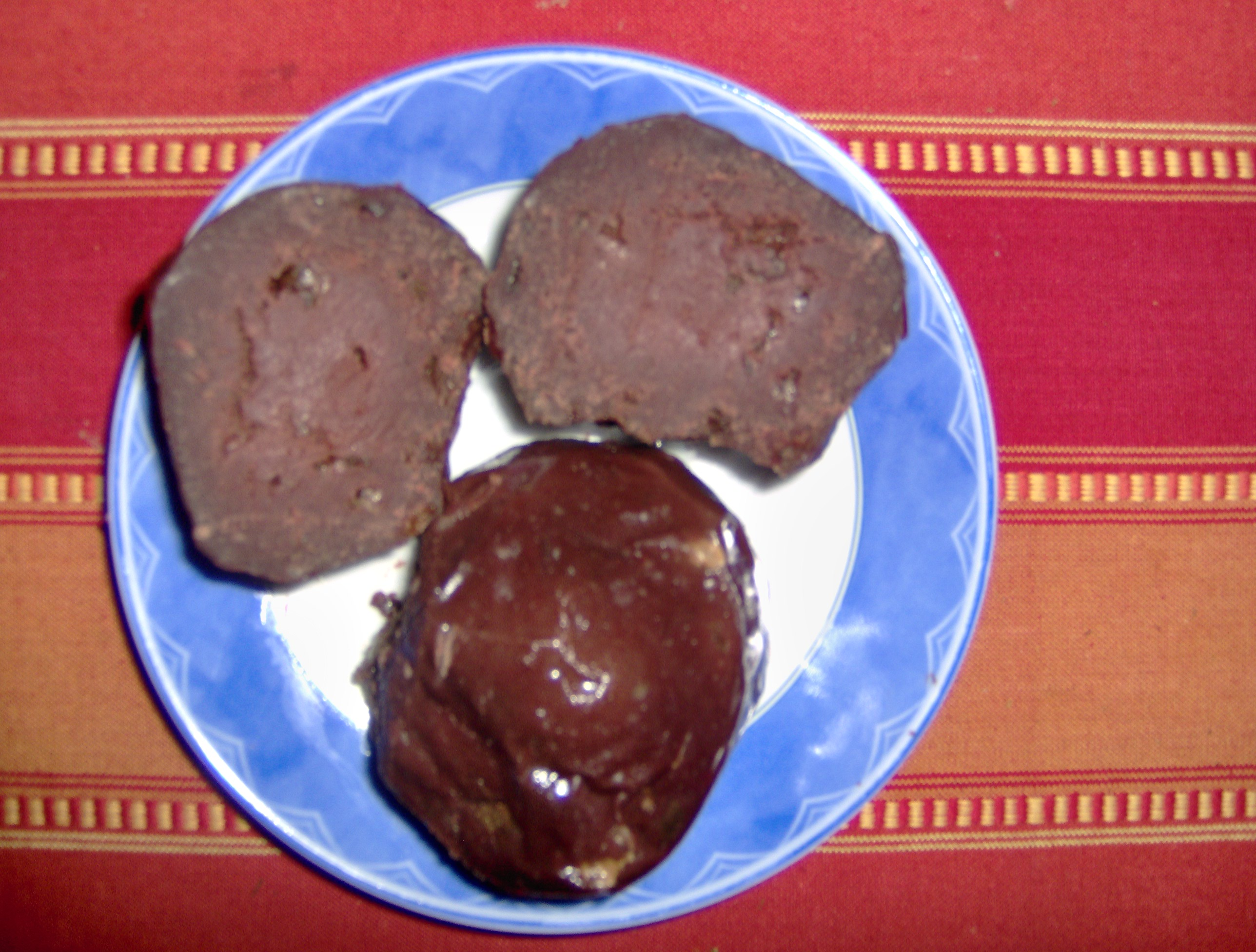
Tollatsch

Tollatsch ist ein Kloß nach Art einer Blutwurst, der in Pommern und Vorpommern traditionell bei Schlachtefesten zubereitet wird. Es handelt sich um „aus Mehl (resp. Grütze) und Blut (Schweine- oder Gänseblut) hergestellte, etwa faustgroße Klöße, welche häufig mit Rosinen gefüllt sind.“ In einem Rezept aus einem Heimatkalender für den Kreis Anklam von 1928 werden als wesentliche Zutaten Schweineblut, Schweinefleischbrühe, Mehl, Brötchen, Schwarte, Eier, Rosinen und Sirup genannt sowie mehrere Gewürze. Alle Zutaten werden in die Brühe gegeben, bis eine Masse entsteht, aus der sich Klöße formen lassen. Optional kann das Produkti in Wurstbrühe gekocht werden. Der fertige Tollatsch wird in Scheiben geschnitten.
In Pommern und auf Rügen gibt es auch ein Neujahrsgebäck, das als Tollatschen bezeichnet wurde, das aber außer dem Namen nichts mit den Klößen zu tun hat. „Es sind längliche, mit Frucht und Marmelade gefüllte Kuchen, die aber nicht so riesig wie im Ostpommerschen Kollatschen, sondern nur etwa 15 bis 20 cm lang sind.“
Eingang in die Literatur gefunden hat Tollatsch durch Hans Falladas Erzählungen mit dem Titel Das Wunder des Tollatsch.